# Menisrain
Menisrain ist eine Einöde auf der Gemarkung Mühlhausen von Eberhardzell im Landkreis Biberach die 1708 als österreichisches Lehen ersterwähnt wurde.

## Lage
Menisrain liegt etwa 150 Meter südlich der B 465 sowie rund 250 Meter südlich von Mühlhausen. Es liegt zudem ca. 270 Meter westlich von Meßmers und etwa 450 Meter östlich von Wäscherhaus.
Menisrain liegt im Naturraum Riß-Aitrach-Platten (Naturraum-Nr. 41), welcher Teil der Großlandschaft Donau-Iller-Lech-Platte (Großlandschaft-Nr. 4) ist.
Die Einöde liegt direkt am Ostufer der Umlach und somit in deren Gewässereinzugsgebiet, welche wiederum über die Riß und die Donau in das Schwarze Meer entwässert.

## Verkehrsanbindung
Menisrain ist über einen rund 220 Meter langen asphaltierten Weg an die Kreisstraße K 7565 angeschlossen. Etwa 100 Meter nördlich dieser Anbindung mündet die K 7565 auf die Bundesstraße B 465. Von der B 465 aus bestehen folgende Verbindungen:
- Richtung Süd-Osten: Die B 465 führt über Meßmers, Mühlhausen, Ampfelbronn, Eggmannsried, Unterschwarzach, Tanneck und Willis nach Bad Wurzach.
- Richtung Nord-Westen: Die B 465 verläuft über Hetzisweiler nach Oberessendorf und schließt dort an die B 30 an.

Direkt in Menisrain gibt es weder Rad- noch Gehwege, und der Ort ist auch nicht direkt an das Radnetz Baden-Württemberg angebunden. 
Der nächst Anschluss an das Radnetz Baden-Württemberg befindet sich in Mühlhausen, etwa 530 Meter Luftlinie nördlich. Die tatsächliche Fahrradroute dorthin beträgt laut Radroutenplaner Baden-Württemberg rund 1,2 Kilometer.